# Евпаторин
Евпаторин — химическое соединение из группы флавонов. Встречается у различных видов растений: посконниковые , дубровник беловойлочный. В сушеной алоизии трёхлистной — 11,6 мг/100 г.
Евпаторин является одним из компонентов почечного чая, лекарственного растения, используемого в народной медицине Юго-Восточной Азии для лечения ревматоидного артрита, подагры и других воспалительных заболеваний. Евпаторин оказывает антипролиферативное, антиангиогенное, противовоспалительное действие. 